# Pic à dos noir
Picoides arcticus
Espèce
Statut de conservation UICN

 LC  : Préoccupation mineure
Le Pic à dos noir (Picoides arcticus) est une espèce d'oiseaux de la famille des Picidae.

## Répartition
Cet oiseau vit en Amérique du Nord.